# Erotesis concinnula
Erotesis concinnula is een fossiele soort schietmot uit de familie Leptoceridae.